# Zvěšinec zední

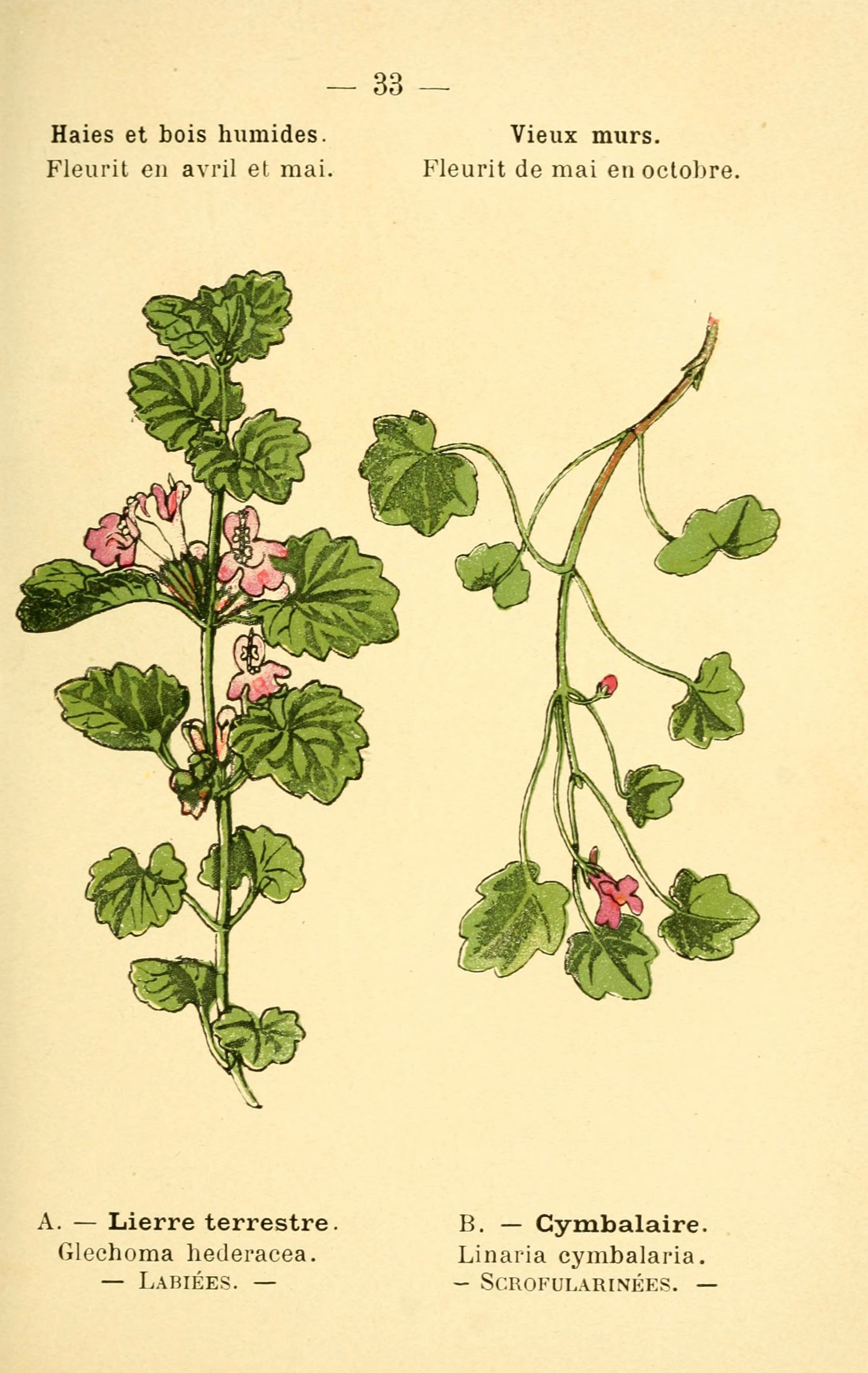
Zobrazení zvěšince zedního

Zvěšinec zední (Cymbalaria muralis) je poléhavá, stálezelená bylina s fialovými dvoupyskými květy, jeden ze dvou druhů rodu zvěšinec druhotně se vyskytujících v české přírodě. Rostlina pochází z jižních úbočí Alp, kde obývá skalní biotopy. V České republice je pěstován jako okrasná trvalka zejména k ozelenění kamenných zídek. Má poléhavé až převislé větve, které vytvářejí v době kvetení nápadné girlandy drobných světle fialových květů. Na příhodných stanovištích příležitostně zplaňuje. 

## Výskyt
Původně jihoevropská rostlina postupně se šířící do okolních krajin, již ve středověku se dostala do středoevropské přírody a v současnosti vyrůstá, vyjma Skandinávie, v celé Evropě. V České republice je považován za nepůvodní druh a kvůli ne zcela přesvědčivým historických nálezům je někdy hodnocen jako archeofyt a jindy jako neofyt. Postupně se rozšířil též na severozápad Afriky i západ Asie a byl zavlečen do Severní i Jižní Ameriky.

## Ekologie
V Česku se zvěšinec zední vyskytuje roztroušeně, pouze ojediněle roste v chladných horských polohách. Je však vázán na lokality s příhodným klimatem, optimum výskytu má na stanovištích s podnebím podobným oceánskému, s vyšší vzdušnou vlhkostí a menšími výkyvy teploty. Na místech s dlouhodobě suchým, kontinentálním klimatem je vzácný, stejně tak mu nesvědčí střídáni oblev a silných mrazů, tehdy vymrzá. Obvykle neroste ve větší nadmořské výšce než 600 m.
Roste na bazických substrátech, na živiny je málo náročný a snáší stín. Často porůstá navlhlé zdi, zídky a terasy starších objektů, ať to jsou zříceniny, hrady, hradby, mlýny, kostely, kláštery, hřbitovní zdí nebo i obyčejné starší domy, kde koření ve vlhké vápenné maltě spojující zdivo. Po zakořenění vytrvá na "své" lokalitě desítky let a po rekonstrukcí objektu je schopen ze zbytku kořenů a lodyh prorůst na povrch i zpod nové omítky. Někdy na místech chráněných před sešlapáváním roste i ve spárách dlážděných chodníků.

## Popis
Vytrvalá nebo jednoletá rostlina s lodyhou dlouhou 10 až 60 cm, která je plazivá až převislá. Lodyha vyrůstající z tenkého oddenku je od spodu větvená, lysá, někdy nachově naběhlá a snadno zakořeňuje. Ve spodní části je porostlá vstřícnými a v horní střídavými, mírně dužnatými listy s dlouhými řapíky. Jejich čepele jsou ledvinovitě srdčité až okrouhlé a po obvodě mají pět až devět okrouhlých či trojúhelníkových laloků. Čepele bývají dlouhé 8 až 15 a široké 10 až 20 mm, jsou dlanitě žilnaté a na spodní straně mohou být nafialovělé.
Květy vyrůstají jednotlivě z paždí listů na stopkách dlouhých okolo 2 cm. Zelený kalich oboupohlavných, pětičetných květů je hluboko dělený do čárkovitých cípů nestejně velkých a je celkem kratší než korunní trubka. Šklebivá, dvoupyská koruna, 10 až 15 mm dlouhá. bývá světle fialová až fialová. Horní pysk je dvoulaločný, spodní třílaločný a ve středu má dvě výrazně žluté vypukliny a asi 2 mm dlouhou fialovou ostruhu. V květu jsou čtyři tyčinky na krátkých, nestejně dlouhých nitkách. Svrchní semeník, vytvořený ze dvou plodolistů, nese štíhlou čnělku. Rostliny kvetou od května do září, opyleny mohou být včelami nebo čmeláky přilétajícími pro pyl i nektar, nebo se opylí autogamně.
Plod je kulovitá, lysá, nejčastěji 4 mm velká tobolka se dvěma rozdílně velkými pouzdry; spodní bývá větší, otvírá se nejdříve a mívá větší semena. Tobolka obsahuje až 50 černohnědých, elipsoidních až kulovitých, nestejně velkých semen nepřesahujících 1 mm. Některá nevypadnou, zůstanou přilepena k tobolce a bývají s ní odváta větrem. Semena přežijí bez úhony i několika denní pobyt ve vodě, která silně přispívá k jejich rozšiřování; tobolky se obvykle otevírají za deště. Ploidie druhu je 2n = 14.

## Rozmnožování

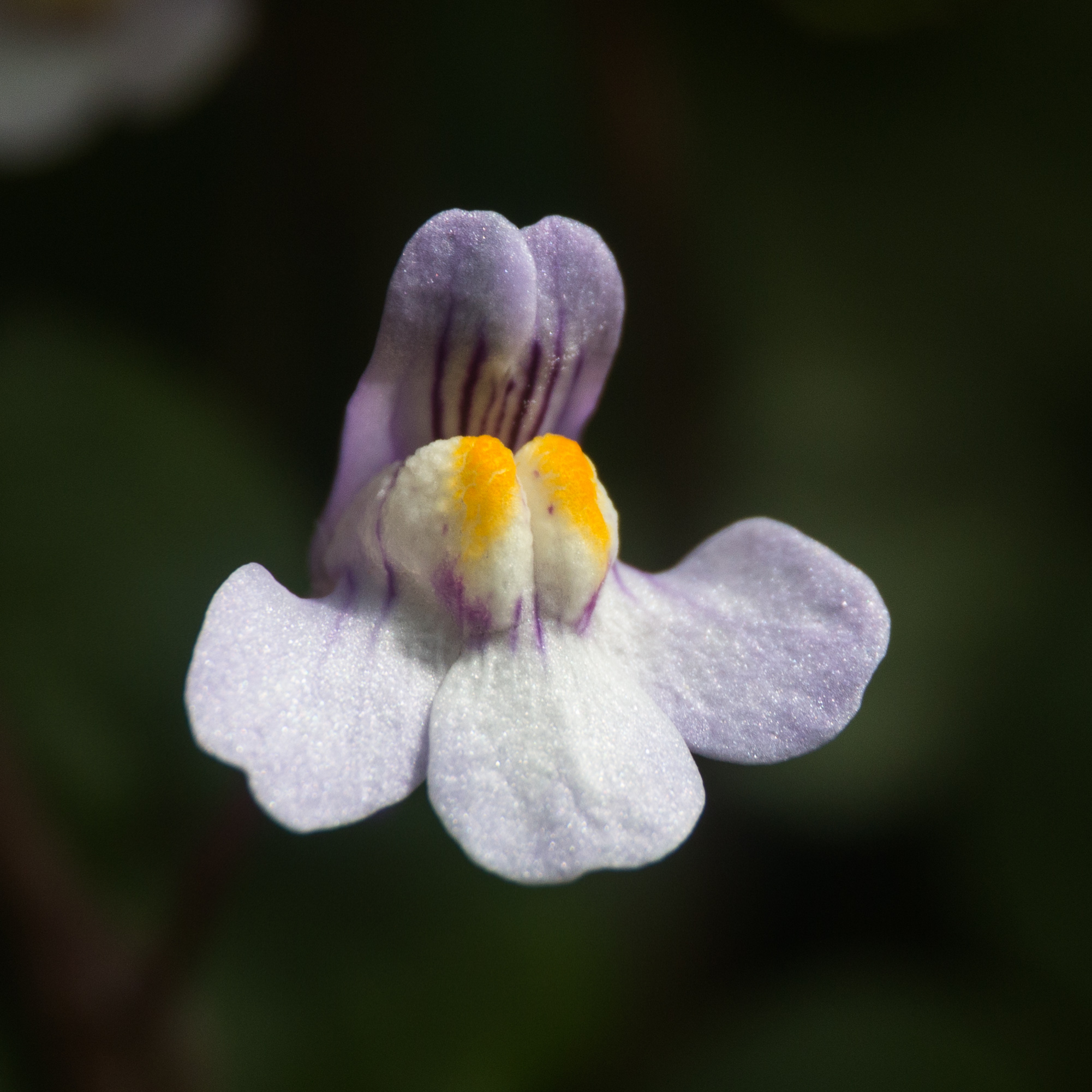
Květ

Rozšiřuje se rozrůstáním oddenků nebo semeny. K vegetativnímu rozmnožování dochází pomoci tenkých oddenků a lehce kořenících lodyh, díky nímž jsou byliny schopné vyrůstat i z nepatrných trhlin ve zdech. Drobná semena roznášejí převážně mravenci a nezanedbatelnou roli sehrává i jejich rozfoukávání větrem. U zvěšince se vyvinul ještě neobvyklý jev podporující šíření ( tzv. negativní fototropie) spočívající v tom, že se stopky se zralými tobolkami odklánějí od světla a přitlačují k podkladu na kterém rostou, vypadávající semena tak zatlačují do spár zdí. V průměru se takto uloží více než 15 % semen.

## Význam
Zvěšinec zední je nepůvodní rostlina a do české krajiny se dostala s lidmi, kteří ji již v minulosti používali na osazování a zkrášlování starých zdí. Za stejným účelem se pěstuje i v současnosti, bývá vysazován jako skalnička. Na stanovištích zplaňuje a dostává se do volné přírody.
Tento druh, téměř jednoznačně vázán na zídky a skalky, je typickým představitelem tzv. zední vegetace a nejčastěji obývá člověkem uměle vytvořené biotopy. S ohledem na chabý vzrůst je konkurenční dopad na jiné rostliny minimální. Tenké lodyhy a řídké kořínky nejsou schopné nijak vážně narušovat zdivo. Staré výskyty na historicky chráněných objektech jsou součásti kulturní památky a zasluhují si ochranu. Nepředpokládá se ani jeho šíření na jiný druh stanovišť než obsazuje doposud.

## Galerie

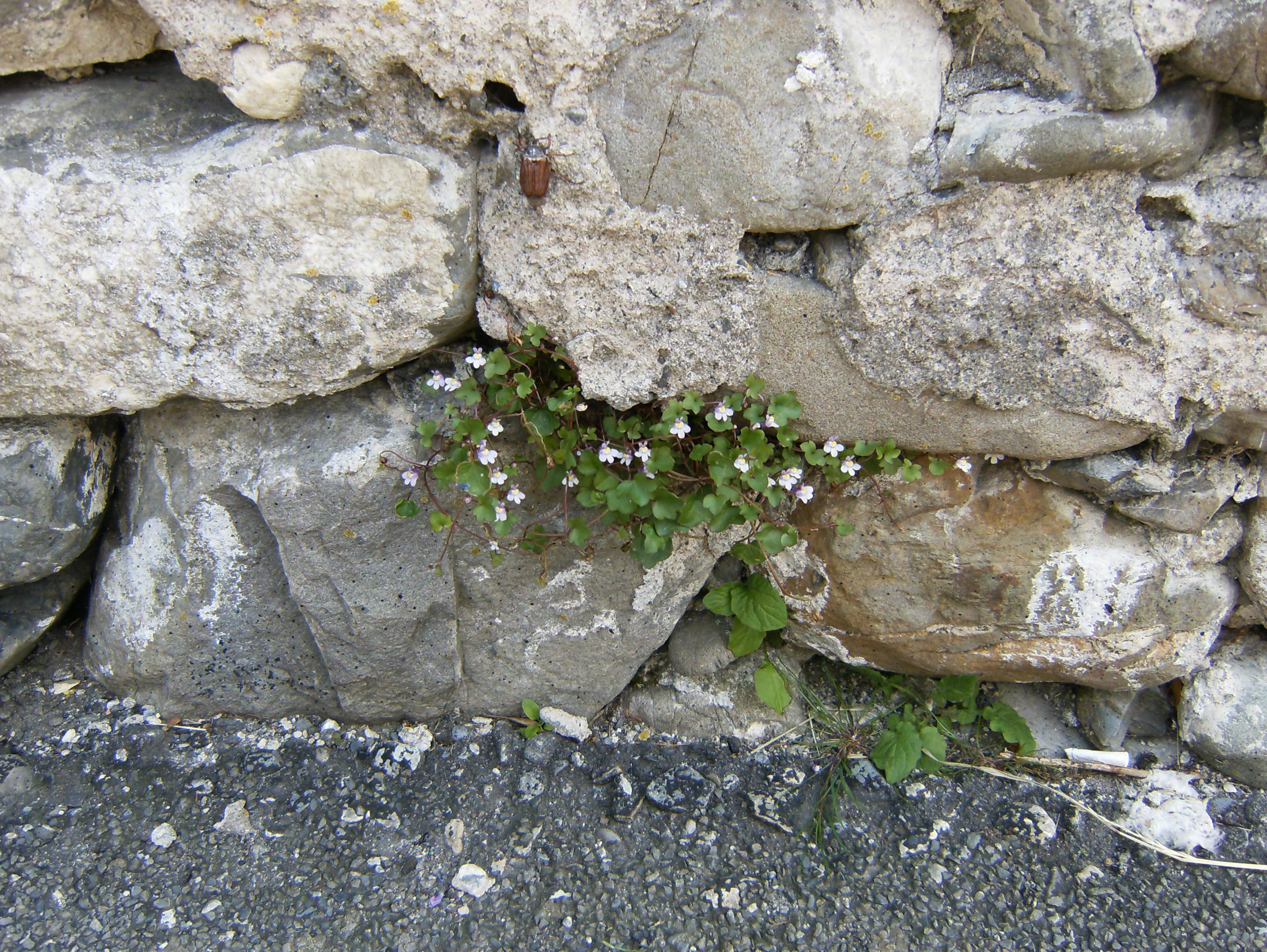
Typické prostředí
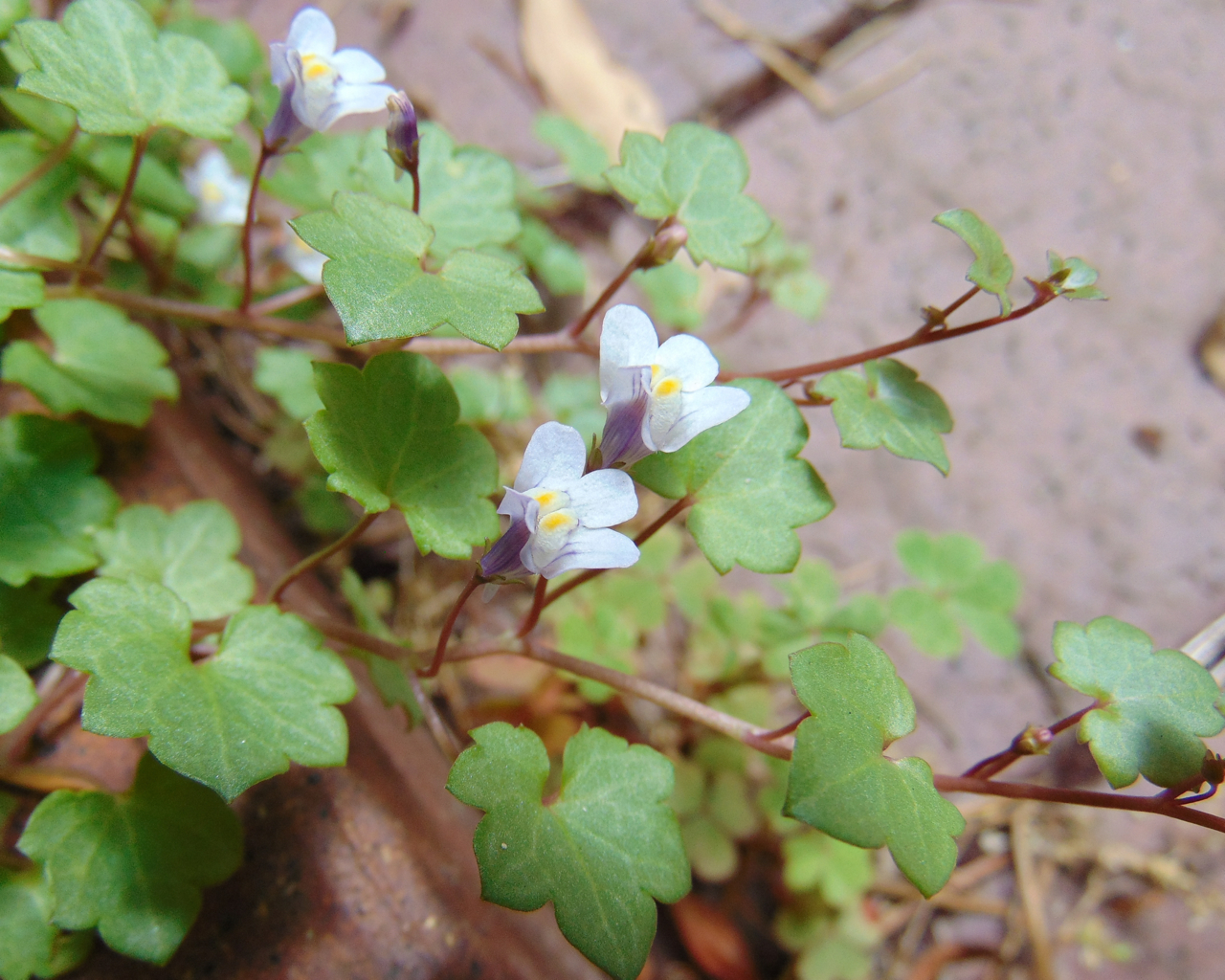
Mladá rostlina
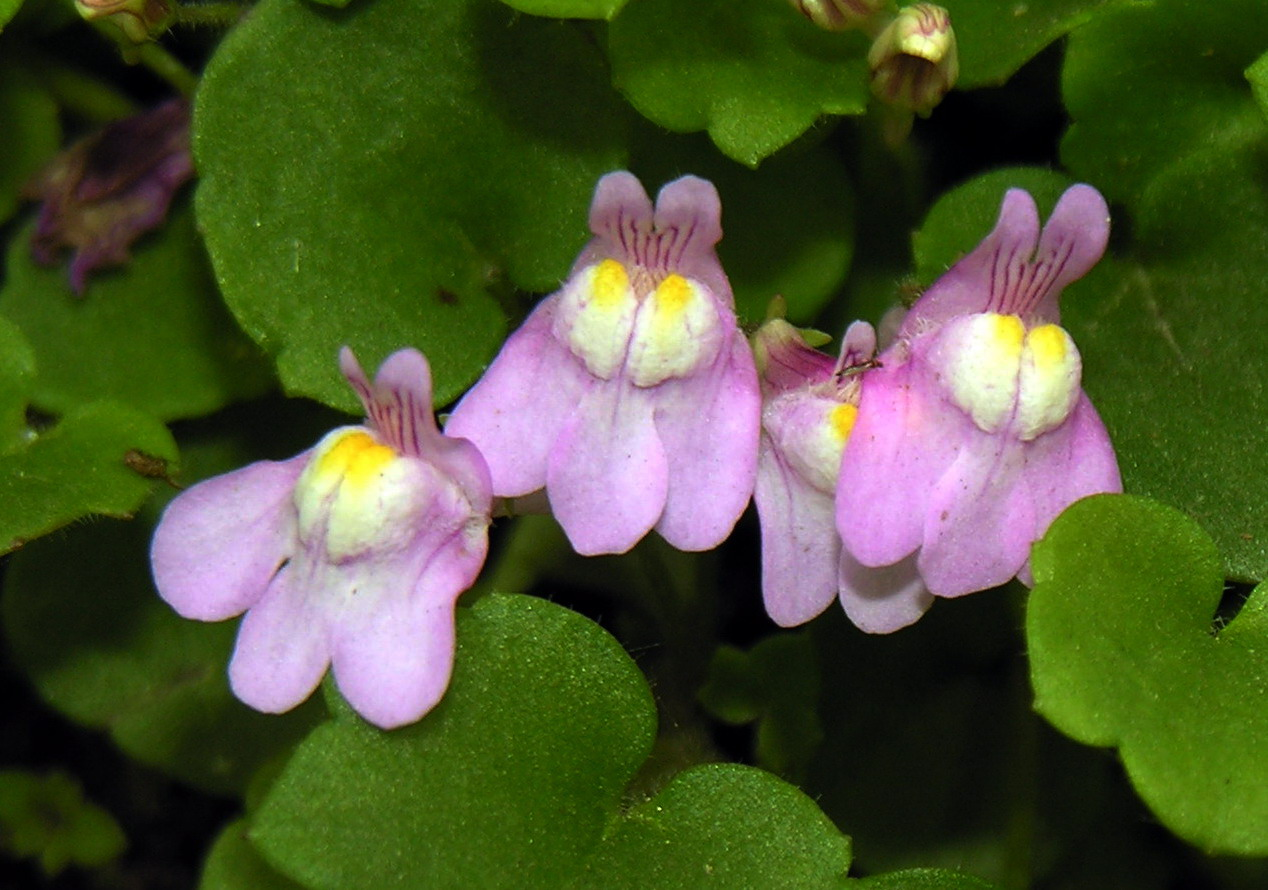
Květy
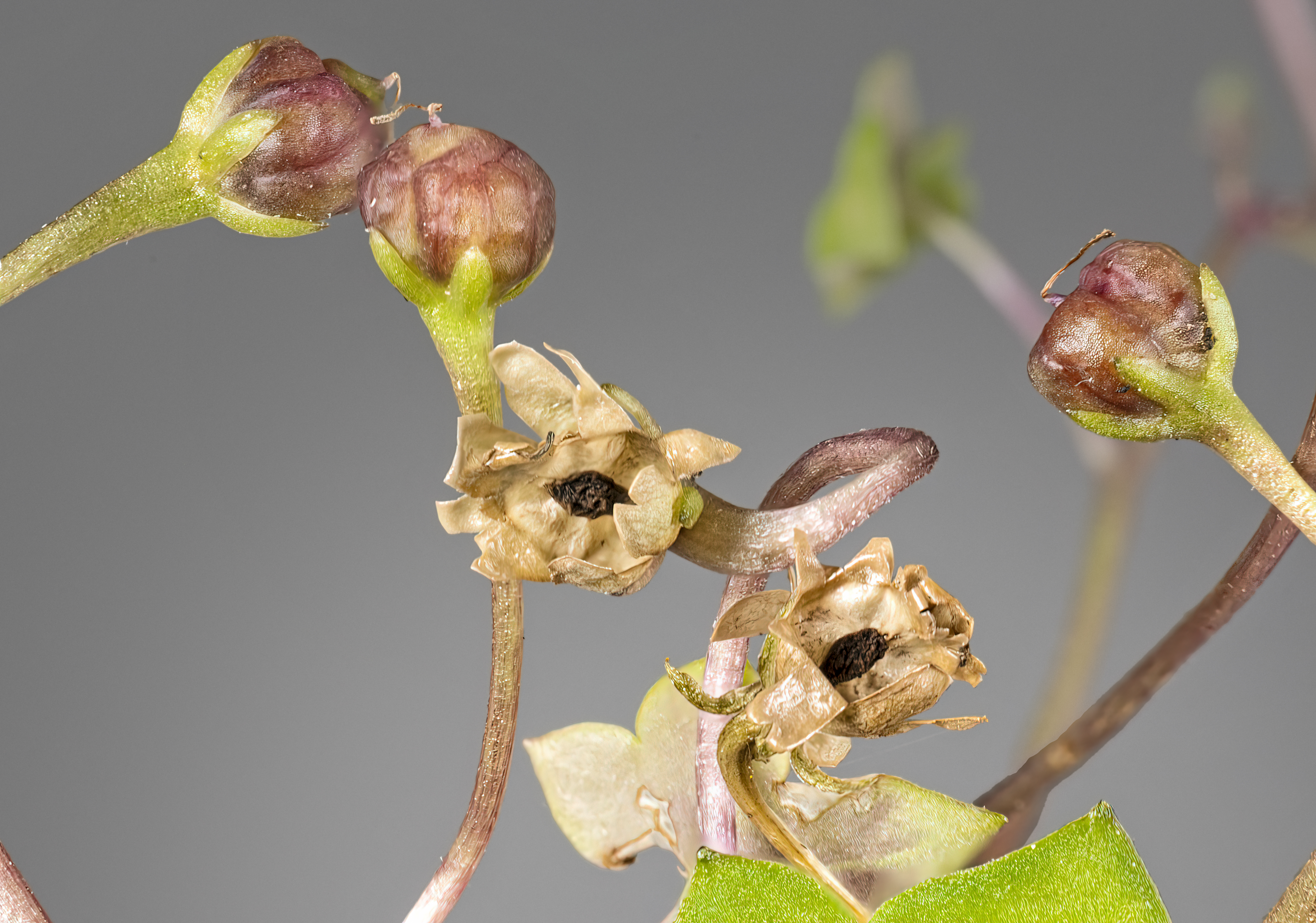
Ovoce